# 拉瑟茨萬德山
46°46′22″N 12°48′04″E / 46.772660°N 12.801238°E

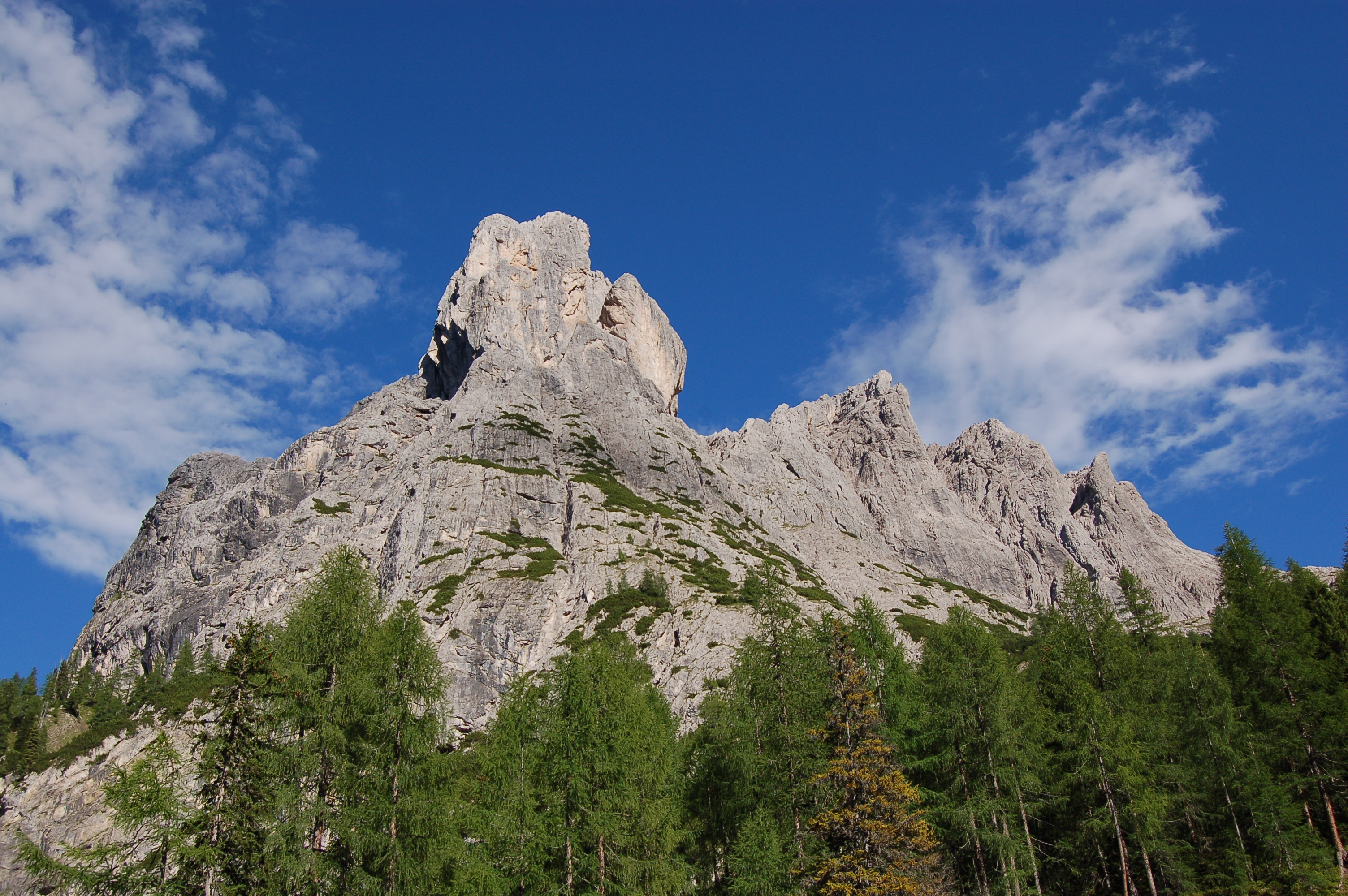

拉瑟茨萬德山（德語：Laserzwand），是奧地利的山峰，位於該國西部，由蒂羅爾州負責管轄，屬於蓋爾塔爾阿爾卑斯山脈的一部分，海拔高度2,614米，每年平均降雨量2,138毫米。